# Harvey Fierstein

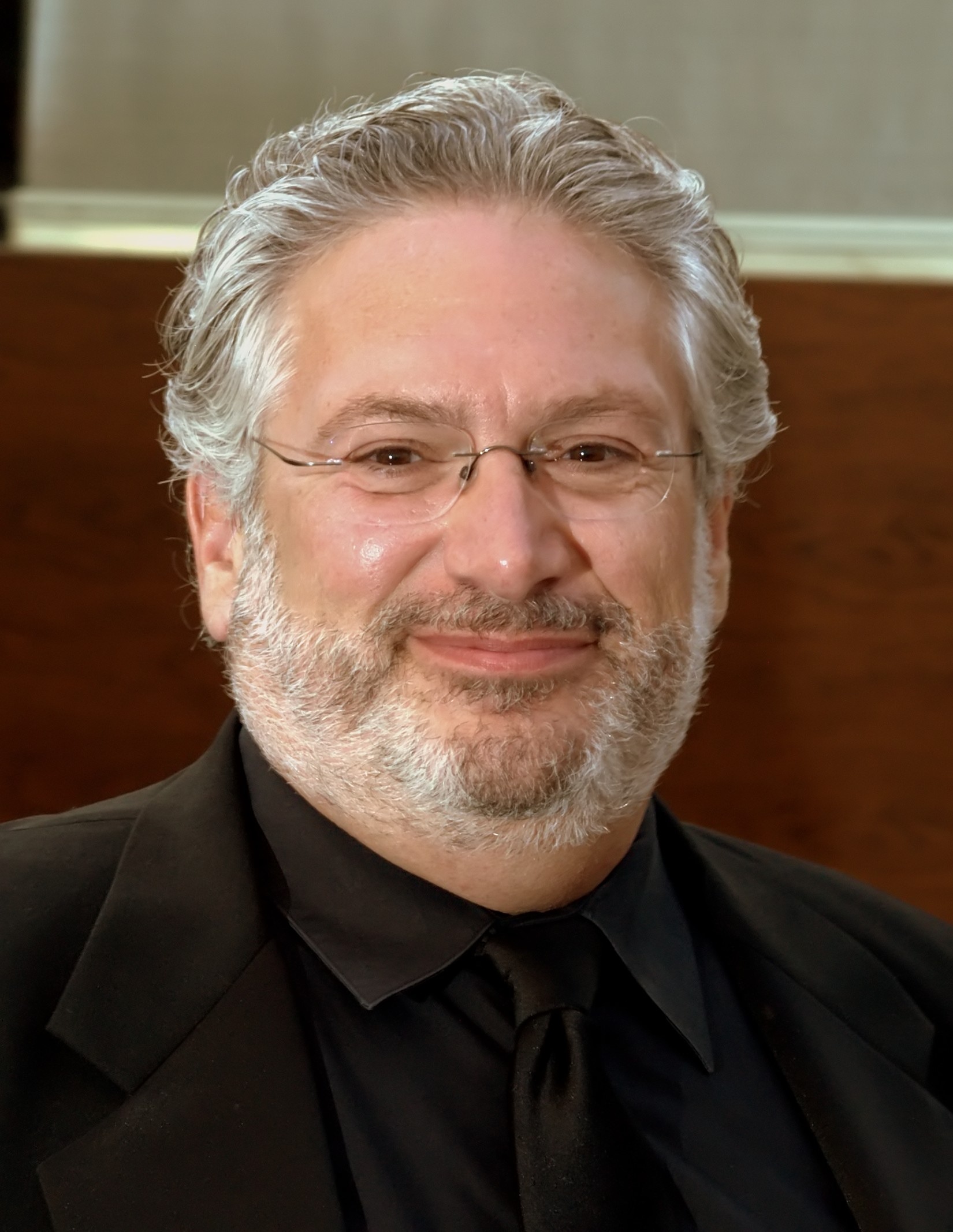
Fierstein, 2009

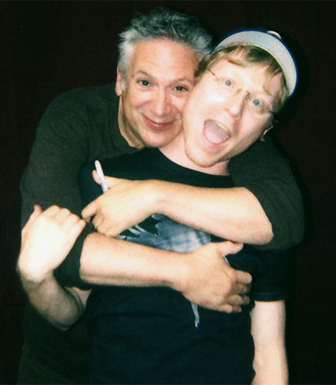
Harvey Fierstein mit Anthony Rapp, 2006

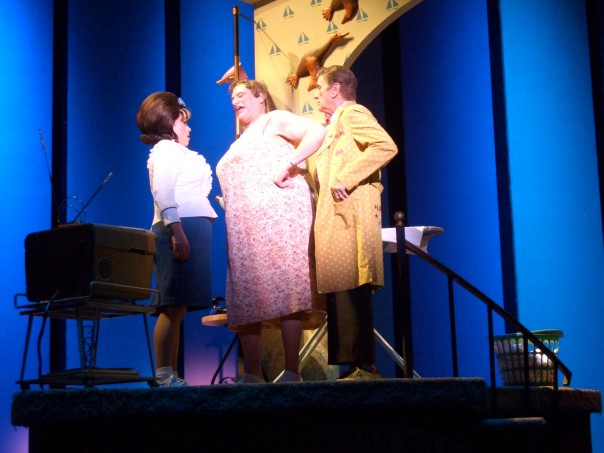
Katrina Rose Dideriksen und Harvey Fierstein im Musical Hairspray

Harvey Forbes Fierstein (* 6. Juni 1954 in Brooklyn, New York City) ist ein US-amerikanischer Schauspieler in Film, Theater und Musical sowie Autor und Sänger.

## Leben
Harvey Fierstein erlangte Bekanntheit durch sein erstes Theaterstück Torch Song Trilogy (1982), das er geschrieben hat und in dem er auch die Hauptrolle spielte. Für dieses Stück hat er zwei Tony Awards gewonnen und es wurde 1988 unter dem Titel Das Kuckucksei verfilmt, wo er wiederum die Hauptrolle übernahm. Fierstein schrieb darauf das Buch zum Musical La Cage aux Folles (1983) von Jerry Herman basierend auf dem Stück von Jean Poiret. Auch dafür wurde er mit einem Tony Award ausgezeichnet. Für die Rolle der Edna Turnblad im Musical Hairspray erhielt er 2003 seinen vierten Tony Award. 2005 war er wieder am Broadway im Musical Anatevka zu sehen, wo er die Rolle des Tewje spielte.
Später schrieb er noch das Buch zum Musical Newsies, das 2011 uraufgeführt wurde und das Buch zum Musical Kinky Boots, das seine Uraufführung 2012 hatte. Für beide Arbeiten erhielt er Tony-Nominierungen.
Neben seiner Tätigkeit am Theater hat er auch in zahlreichen Filmen und Fernsehserien mitgespielt. Zu seinen bekanntesten Filmen gehören Mrs. Doubtfire – Das stachelige Kindermädchen (1993), Bullets Over Broadway (1994) und Independence Day (1996).
Er ist für seine raue Stimme als auch für seine Tätigkeit als Aktivist für die Rechte von Schwulen und Lesben bekannt. Im Jahr 2016 erhielt er einen Stern auf dem Hollywood Walk of Fame.

## Deutsche Synchronstimme
Aufgrund der rauen Stimme von Fierstein wurde am meisten der Schauspieler Tommi Piper als deutscher Sprecher eingesetzt. Ein anderer, oft eingesetzter Sprecher war Jürgen Kluckert.

## Werke

### Filmografie (Auswahl)
- 1977: Der Stadtneurotiker (Annie Hall) (die Szenen mit ihm fielen allerdings dem Schnitt zum Opfer)
- 1984: The Times of Harvey Milk (Erzähler)
- 1986: Miami Vice (S2 E19)
- 1988: Das Kuckucksei (Torch Song Trilogy) mit Matthew Broderick und Anne Bancroft
- 1992: Mord ist ihr Hobby (S9 E5)
- 1993: Mrs. Doubtfire – Das stachelige Kindermädchen (Mrs. Doubtfire)
- 1994: Bullets Over Broadway
- 1995: Dr. Jekyll und Ms. Hyde (Dr. Jekyll and Ms. Hyde)
- 1996: Independence Day
- 1997: White Lies – Das Leben ist zu kurz, um ehrlich zu sein (White Lies)
- 1997: Kull, der Eroberer (Kull the Conqueror)
- 1998: Mulan (Mulan, Synchronsprecher von Yao)
- 1999: Double Platinum – Doppel Platin! (Double Platinum)
- 2002: Tötet Smoochy (Death to Smoochy)
- 2003: Der Appartement Schreck (Duplex)
- 2004: Mulan 2 (Mulan II, Synchronsprecher von Yao)
- 2009: How I Met Your Mother als Verrauchte Stimme von Lily Aldrin
- 2019: Der dunkle Kristall: Ära des Widerstands (The Dark Crystal: Age of Resistance, Fernsehserie)
- 2022: Bros

### Diskographie (Auswahl)
- 1995: This is not going to be pretty (Live at the Bottom Line)

### Theaterstücke (Auswahl)
- 1979: Torch Song Trilogy. (3 Einakter: The international stud, Fugue in a nursery, Widows and children first!) Samuel French ISBN 0-573-69010-3, (Einesteils und andrerseits und außerdem, 1983, Deutsch von Bernd Samland).
- 1987: Safe Sex, (3 Einakter: Manny and Jake, Safe sex, On tidy endings) Athaneum, ISBN 978-0-689-11953-8.
- 2014: Casa Valentina, Theaterstück, welches die Ereignisse um die Casa Susanna aus den 1960er Jahren nachbildet.

### Musical-Librettos
- 1983: La Cage aux Folles
- 2011: Newsies
- 2012: Kinky Boots

### Kinderbuch
- 2002: The Sissy Duckling. Simon & Schuster, new York, ISBN 978-0-689-83566-7.

### Autobiografie
- I Was Better Last Night: A Memoir. Random House, New York 2022, ISBN 978-0-593-32052-5.